# Aéroport régional de Manchester
Ne doit pas être confondu avec Aéroport de Manchester.
L'aéroport régional de Manchester (code IATA : MHT • code OACI : KMHT), officiellement l'aéroport régional de Manchester-Boston (en anglais : Manchester Regional Airport, officiellement Manchester–Boston Regional Airport), est un aéroport américain desservant Manchester, plus grande ville de l'État du New Hampshire. Il est situé sur la rive gauche du fleuve Merrimack, dans le comté de Hillsborough, à cheval entre Manchester et Londonderry.

## Histoire

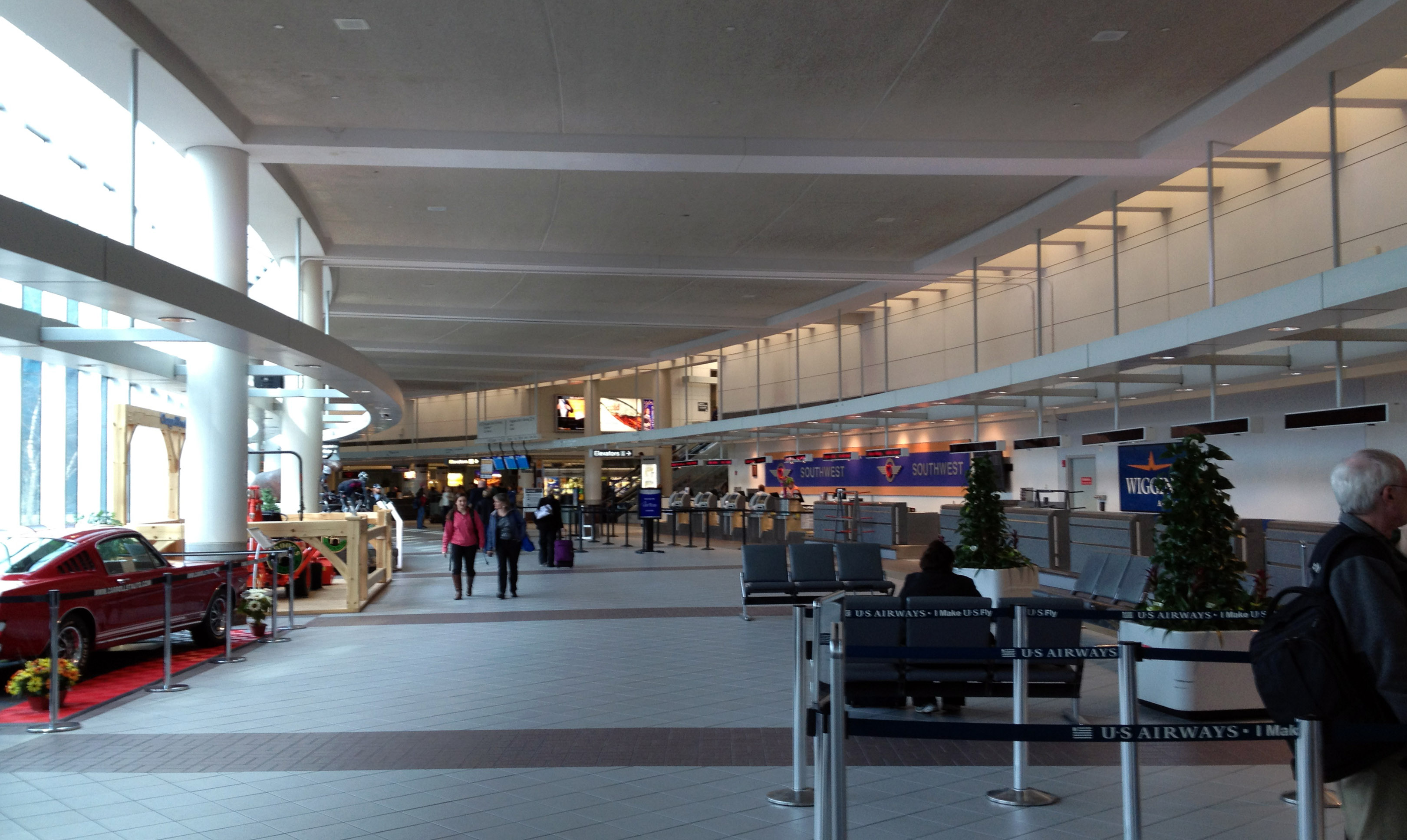
Hall des départs.

Ouvert en 1927, l'aéroport régional de Manchester voit son premier aérogare inauguré en 1938. Ce dernier est reconverti en musée de l'aviation du New Hampshire à la suite de l'ouverture d'une nouvelle aérogare en 1994. En 2005, l'aéroport atteint son pic de trafic de passagers avec 4 329 478 personnes en faisant usage. Depuis, une baisse constante est constatée,.
En 2006, un changement de nom est opéré d'aéroport régional de Manchester (Manchester Regional Airport) en aéroport régional de Manchester-Boston (Manchester–Boston Regional Airport) pour marquer la proximité avec Boston au Massachusetts au sud-est.

## Statistiques
Pour des raisons techniques, il est temporairement impossible d'afficher le graphique qui aurait dû être présenté ici.

Voir la requête brute et les sources sur Wikidata.

## Compagnies et destinations
| Compagnies         | Destinations                                                                                |
| ------------------ | ------------------------------------------------------------------------------------------- |
| American Airlines  | En saison : Philadelphie                                                                    |
| American Eagle     | Charlotte-Douglas, Chicago-O'Hare, Philadelphie, Washington-National                        |
| Southwest Airlines | Baltimore-T. Marshall, Chicago-Midway, Orlando, Tampa En saison : Fort Lauderdale-Hollywood |
| United Express     | Washington-Dulles                                                                           |